# Lijst van medaillewinnaars op de Pan-Amerikaanse Spelen 2011
Deze pagina geeft een overzicht van de medaillewinnaars op de Pan-Amerikaanse Spelen 2011 in Guadalajara.

## Atletiek
Mannen
| Onderdeel            | Goud                                                              | Goud     | Zilver                                                                             | Zilver   | Brons                                                                          | Brons    |
| -------------------- | ----------------------------------------------------------------- | -------- | ---------------------------------------------------------------------------------- | -------- | ------------------------------------------------------------------------------ | -------- |
| 100 m                | Lerone Clarke Jamaica                                             | 10,01    | Kim Collins Saint Kitts en Nevis                                                   | 10,04    | Emmanuel Callander Trinidad en Tobago                                          | 10,16    |
| 200 m                | Roberto Skyers Cuba                                               | 20,37    | Lansford Spence Jamaica                                                            | 20,38    | Bruno de Barros Brazilië                                                       | 20,45    |
| 400 m                | Nery Brenes Costa Rica                                            | 44,65    | Luguelín Santos Dominicaanse Republiek                                             | 44,71    | Ramon Miller Bahama's                                                          | 45,07    |
| 800 m                | Andy González Cuba                                                | 1.45,58  | Kléberson Devide Brazilië                                                          | 1.45,75  | Raidel Acea Cuba                                                               | 1.46,23  |
| 1500 m               | Leandro de Oliveira Brazilië                                      | 3.53,44  | Byron Piedra Ecuador                                                               | 3.53,45  | Eduar Villanueva Venezuela                                                     | 3.54,06  |
| 5000 m               | Juan Luis Barrios Mexico                                          | 14.13,77 | Byron Piedra Ecuador                                                               | 14.15,74 | Joilson da Silva Brazilië                                                      | 14.16,11 |
| 10.000 m             | Marilson dos Santos Brazilië                                      | 29.00,64 | Juan Carlos Romero Mexico                                                          | 29.41,00 | Giovani dos Santos Brazilië                                                    | 29.51,71 |
| 110 m horden         | Dayron Robles Cuba                                                | 13,10    | Paulo Villar Colombia                                                              | 13,27    | Orlando Ortega Cuba                                                            | 13,30    |
| 400 m horden         | Omar Cisneros Cuba                                                | 47,99    | Isa Phillips Jamaica                                                               | 48,82    | Félix Sánchez Dominicaanse Republiek                                           | 48,85    |
| 3000 m steeplechase  | José Peña Venezuela                                               | 8.48,19  | Hudson de Souza Brazilië                                                           | 8.48,75  | José Alberto Sánchez Cuba                                                      | 8.49,75  |
| 4×100 m              | Brazilië Ailson Feitosa Sandro Viana Nilson André Bruno de Barros | 38,18    | Saint Kitts en Nevis Jason Rogers Antoine Adams Delwayne Delaney Brijesh Lawrence  | 38,81    | Verenigde Staten Calesio Newman Jeremy Dodson Rubin Williams Monzavous Edwards | 39,17    |
| 4×400 m              | Cuba Noel Ruíz Raidel Acea Omar Cisneros William Collazo          | 2.59,43  | Dominicaanse Republiek Arismendy Peguero Luguelín Santos Yoel Tapia Gustavo Cuesta | 3.00,44  | Venezuela Arturo Ramírez Alberto Aguilar José Acevedo Omar Longart             | 3.00,82  |
| Marathon             | Solonei da Silva Brazilië                                         | 2:16.37  | Diego Colorado Colombia                                                            | 2:17.13  | Juan Carlos Cardona Colombia                                                   | 2:18.20  |
| 20 km snelwandelen   | Erick Barrondo Guatemala                                          | 1:21.51  | James Rendón Colombia                                                              | 1:22.46  | Luis Fernando López Colombia                                                   | 1:22.51  |
| 50 km snelwandelen   | Horacio Nava Mexico                                               | 3:48.58  | José Leyver Mexico                                                                 | 3:49.16  | Jaime Quiyuch Guatemala                                                        | 3:50.33  |
| Hoogspringen         | Donald Thomas Bahama's                                            | 2,32     | Diego Ferrín Ecuador                                                               | 2,30     | Víctor Moya Cuba                                                               | 2,26     |
| Polsstokhoogspringen | Lázaro Borges Cuba                                                | 5,80     | Jeremy Scott Verenigde Staten                                                      | 5,60     | Giovanni Lanaro Mexico                                                         | 5,50     |
| Verspringen          | Daniel Pineda Chili                                               | 7,97     | David Registe Dominica                                                             | 7,89     | Jeremy Hicks Verenigde Staten                                                  | 7,83     |
| Hink-stap-springen   | Alexis Copello Cuba                                               | 17,21    | Yoandri Betanzos Cuba                                                              | 16,54    | Jefferson Sabino Brazilië                                                      | 16,51    |
| Kogelstoten          | Dylan Armstrong Canada                                            | 21,30    | Carlos Velíz Cuba                                                                  | 20,76    | German Lauro Argentinië                                                        | 20,41    |
| Discuswerpen         | Jorge Fernández Cuba                                              | 65,58    | Jarred Rome Verenigde Staten                                                       | 61,71    | Ronald Julião Brazilië                                                         | 61,70    |
| Kogelslingeren       | Kibwe Johnson Verenigde Staten                                    | 79,63    | Michael Mai Verenigde Staten                                                       | 72,71    | Noleysis Vicet Cuba                                                            | 72,57    |
| Speerwerpen          | Guillermo Martínez Cuba                                           | 87,20    | Cyrus Hostetler Verenigde Staten                                                   | 82,24    | Braian Toledo Argentinië                                                       | 79,53    |
| Tienkamp             | Leonel Suárez Cuba                                                | 8373     | Maurice Smith Jamaica                                                              | 8214     | Yordani Garcia Cuba                                                            | 8074     |

Vrouwen
| Onderdeel            | Goud                                                                       | Goud     | Zilver                                                                        | Zilver   | Brons                                                                     | Brons    |
| -------------------- | -------------------------------------------------------------------------- | -------- | ----------------------------------------------------------------------------- | -------- | ------------------------------------------------------------------------- | -------- |
| 100 m                | Rosângela Santos Brazilië                                                  | 11,22    | Barbara Pierre Verenigde Staten                                               | 11,25    | Shakera Reece Barbados                                                    | 11,26    |
| 200 m                | Ana Cláudia Silva Brazilië                                                 | 22,76    | Simone Facey Jamaica                                                          | 22,86    | Marielis Sánchez Dominicaanse Republiek                                   | 23,02    |
| 400 m                | Jennifer Padilla Colombia                                                  | 51,53    | Daisurami Bonne Cuba                                                          | 51,69    | Geisa Coutinho Brazilië                                                   | 51,87    |
| 800 m                | Adriana Muñoz Cuba                                                         | 2.04,08  | Gabriela Medina Mexico                                                        | 2.04,41  | Rosibel García Colombia                                                   | 2.04,45  |
| 1500 m               | Adriana Muñoz Cuba                                                         | 4.26,09  | Rosibel García Colombia                                                       | 4.26,78  | Malindi Elmore Canada                                                     | 4.27,57  |
| 5000 m               | Marisol Romero Mexico                                                      | 16.24,08 | Cruz da Silva Brazilië                                                        | 16.29,75 | Inés Melchor Peru                                                         | 16.41,50 |
| 10.000 m             | Marisol Romero Mexico                                                      | 34.07,24 | Cruz da Silva Brazilië                                                        | 34.22,44 | Yolanda Caballero Colombia                                                | 34.39,14 |
| 100 m horden         | Yvette Lewis Verenigde Staten                                              | 12,82    | Angela Whyte Canada                                                           | 13,09    | Lina Flórez Colombia                                                      | 13,09    |
| 400 m horden         | Princesa Oliveros Colombia                                                 | 56,26    | Lucy Jaramillo Ecuador                                                        | 56,95    | Yolanda Osana Dominicaanse Republiek                                      | 57,08    |
| 3000 m steeplechase  | Sara Hall Verenigde Staten                                                 | 10.03,16 | Ángela Figueroa Colombia                                                      | 10.10,14 | Sabine Heitling Brazilië                                                  | 10.10,98 |
| 4×100 m              | Brazilië Ana Cláudia Silva Vanda Gomes Franciela Krasucki Rosângela Santos | 42,85    | Verenigde Staten Kenyanna Wilson Barbara Pierre Yvette Lewis Chastity Riggien | 43,10    | Colombia Lina Flórez Jennifer Padilla Yomara Hinestroza Norma González    | 43,44    |
| 4×400 m              | Cuba Aymée Martínez Diosmely Peña Susana Clement Daisurami Bonne           | 3.28,09  | Brazilië Joelma Sousa Geisa Coutinho Bárbara de Oliveira Jailma de Lima       | 3.29,59  | Colombia Princesa Oliveros Norma González Evelis Aguilar Jennifer Padilla | 3.29,94  |
| Marathon             | Adriana Aparecida da Silva Brazilië                                        | 2:36,37  | Madaí Pérez Mexico                                                            | 2:38.03  | Gladys Tejeda Peru                                                        | 2:42.09  |
| 20 km snelwandelen   | Jamy Franco Guatemala                                                      | 1:32.38  | Mirna Ortiz Guatemala                                                         | 1:33.37  | Ingrid Hernández Colombia                                                 | 1:34.06  |
| Hoogspringen         | Lesyani Mayor Cuba                                                         | 1,89     | Marielys Rojas Venezuela                                                      | 1,89     | Romary Rifka Mexico                                                       | 1,89     |
| Polsstokhoogspringen | Yarisley Silva Cuba                                                        | 4,75     | Fabiana Murer Brazilië                                                        | 4,70     | Becky Holliday Verenigde Staten                                           | 4,30     |
| Verspringen          | Maurren Maggi Brazilië                                                     | 6,94     | Shameka Marshall Verenigde Staten                                             | 6,73     | Caterine Ibargüen Colombia                                                | 6,63     |
| Hink-stap-springen   | Caterine Ibargüen Colombia                                                 | 14,92    | Yargelis Savigne Cuba                                                         | 14,36    | Mabel Gay Cuba                                                            | 14,28    |
| Kogelstoten          | Misleydis González Cuba                                                    | 18,57    | Cleopatra Borel-Brown Trinidad en Tobago                                      | 18,46    | Michelle Carter Verenigde Staten                                          | 18,09    |
| Discuswerpen         | Yarelis Barrios Cuba                                                       | 66,40    | Aretha Thurmond Verenigde Staten                                              | 59,53    | Denia Caballero Cuba                                                      | 58,63    |
| Kogelslingeren       | Yipsi Moreno Cuba                                                          | 75,62    | Sultana Frizell Canada                                                        | 70,11    | Amber Campbell Verenigde Staten                                           | 69,93    |
| Speerwerpen          | Alicia DeShasier Verenigde Staten                                          | 58,01    | Yainelis Ribeaux Cuba                                                         | 56,21    | Yanet Cruz Cuba                                                           | 56,19    |
| Zevenkamp            | Lucimara da Silva Brazilië                                                 | 6133     | Yasmiany Pedroso Cuba                                                         | 5844     | Francia Manzanillo Dominicaanse Republiek                                 | 5710     |

## Badminton
| Onderdeel      | Goud | Goud                     | Zilver | Zilver                       | Brons | Brons                          |
| -------------- | ---- | ------------------------ | ------ | ---------------------------- | ----- | ------------------------------ |
| Enkelspel (m)  | GUA  | Kevin Cordon             | CUB    | Osleni Guerrero              | JAM   | Charles Pyne                   |
| Enkelspel (m)  | GUA  | Kevin Cordon             | CUB    | Osleni Guerrero              | BRA   | Daniel Paiola                  |
| Dubbelspel (m) | USA  | Tony Gunawan Howard Bach | USA    | Halim Ho Sattawat Pongnairat | MEX   | Andres Lopez Lino Munoz        |
| Dubbelspel (m) | USA  | Tony Gunawan Howard Bach | USA    | Halim Ho Sattawat Pongnairat | CAN   | Adrian Liu Derrick Ng          |
| Enkelspel (v)  | CAN  | Michelle Li              | CAN    | Joycelyn Ko                  | MEX   | Victoria Montero               |
| Enkelspel (v)  | CAN  | Michelle Li              | CAN    | Joycelyn Ko                  | PER   | Claudia Rivero                 |
| Dubbelspel (v) | CAN  | Alex Bruce Michelle Li   | USA    | Rena Wang Iris Wang          | CAN   | Grace Gao Joycelyn Ko          |
| Dubbelspel (v) | CAN  | Alex Bruce Michelle Li   | USA    | Rena Wang Iris Wang          | USA   | Eva Lee Paula Obanana          |
| Gemengd dubbel | CAN  | Grace Gao Toby Ng        | USA    | Eva Lee Halim Ho             | PER   | Claudia Rivero Rodrigo Pacheco |
| Gemengd dubbel | CAN  | Grace Gao Toby Ng        | USA    | Eva Lee Halim Ho             | USA   | Paula Obanana Howard Bach      |

## Beachvolleybal
| Onderdeel | Goud | Goud                              | Zilver | Zilver                        | Brons | Brons                             |
| --------- | ---- | --------------------------------- | ------ | ----------------------------- | ----- | --------------------------------- |
| Mannen    | BRA  | Alison Cerutti Emanuel Rego       | VEN    | Igor Hernandez Farid Mussa    | ARG   | Santiago Etchgaray Pablo Suarez   |
| Vrouwen   | BRA  | Larissa França Juliana Felisberta | MEX    | Bibiana Candelas Mayra García | PUR   | Yarleen Santiago Yamileska Yantin |

## Boksen
Mannen
| Onderdeel          | Goud | Goud             | Zilver | Zilver               | Brons   | Brons                               |
| ------------------ | ---- | ---------------- | ------ | -------------------- | ------- | ----------------------------------- |
| Licht vlieggewicht | MEX  | Joselito Vazquez | CUB    | Yosbany Veitia       | PUR DOM | Jantony Ortiz Juan Hererad          |
| Vlieggewicht       | CUB  | Robeisy Ramírez  | DOM    | Dagoberto Aguero     | MEX BRA | Braulio Avila Juliao Henriques      |
| Bantamgewicht      | CUB  | Lazaro Alvarez   | MEX    | Oscar Valdez         | VEN BRA | Angel Rodríguez Robenilson De Jesus |
| Lichtgewicht       | CUB  | Yasnier Toledo   | BRA    | Robson Da Conceicao  | PUR MEX | Angel Suarez Angel Gutierrez        |
| Lichtweltergewicht | CUB  | Roniel Iglesias  | BAH    | Valentino Knowles    | VEN BRA | Joelvis Hernandes Éverton Lopes     |
| Weltergewicht      | CUB  | Carlos Banteux   | MEX    | Oscar Molina         | CAN BRA | Mian Hussain Myke Carvalho          |
| Middengewicht      | CUB  | Emilio Correa    | ECU    | Jaime Cortez         | VEN CAN | Juan Carlos Rodriguez Brody Blair   |
| Lichtzwaargewicht  | CUB  | Julio La Cruz    | BRA    | Yamaguchi Florentino | ECU MEX | Carlos Gongora Armando Pina         |
| Zwaargewicht       | CUB  | Lenier Pero      | ECU    | Julio Castillo       | ARG BAR | Yamil Peralta Anderson Emmanuel     |
| Superzwaargewicht  | ECU  | Ytalo Perea      | MEX    | Juan Hiracheta       | COL PUR | Isaia Mena Gerado Bisbal            |

Vrouwen
| Onderdeel           | Goud | Goud         | Zilver | Zilver           | Brons   | Brons                             |
| ------------------- | ---- | ------------ | ------ | ---------------- | ------- | --------------------------------- |
| Vlieggewicht        | CAN  | Mandy Bujold | COL    | Ingrit Valencia  | ARG VEN | Pamela Benavidez Karlha Magliocco |
| Licht weltergewicht | PUR  | Kiria Tapia  | MEX    | Érika Cruz       | CAN ARG | Sandra Bizier Adela Peralta       |
| Licht zwaargewicht  | CAN  | Mary Spencer | DOM    | Yenebier Guillén | BRA MEX | Roseli Feitosa Alma Ibarra        |

## Boogschieten
Mannen
| Onderdeel   | Goud | Goud                                    | Zilver | Zilver                                   | Brons | Brons                                   |
| ----------- | ---- | --------------------------------------- | ------ | ---------------------------------------- | ----- | --------------------------------------- |
| Individueel | USA  | Brady Ellison                           | CAN    | Crispin Duenas                           | COL   | Daniel Pineda                           |
| Team        | USA  | Joe Fanchin Brady Ellison Jake Kaminski | MEX    | Juan René Serrano Luis Velez Pedro Vivas | CUB   | Juan Stevens Hugo Franco Jaime Quintana |

Vrouwen
| Onderdeel   | Goud | Goud                                         | Zilver | Zilver                                   | Brons | Brons                                         |
| ----------- | ---- | -------------------------------------------- | ------ | ---------------------------------------- | ----- | --------------------------------------------- |
| Individueel | MEX  | Alejandra Valencia                           | USA    | Miranda Leek                             | MEX   | Aida Roman                                    |
| Team        | MEX  | Aida Roman Alejandra Valencia Mariana Avitia | USA    | Khatuna Lorig Miranda Leek Heather Koehl | CUB   | Maydenia Sarduy Orquidea Quesada Larissa Paga |

## Bowlen
Mannen
| Onderdeel   | Goud | Goud                        | Zilver | Zilver                       | Brons   | Brons                           |
| ----------- | ---- | --------------------------- | ------ | ---------------------------- | ------- | ------------------------------- |
| Individueel | COL  | Santiago Mejia              | USA    | Chris Barnes                 | BRA DOM | Marcelo Suartz Manuel Fernandez |
| Paren       | USA  | William O'Neil Chris Barnes | VEN    | José Lander Amleto Monacelli | COL     | Santiago Mejia Jaime Gomez      |

Vrouwen
| Onderdeel   | Goud | Goud                           | Zilver | Zilver                       | Brons   | Brons                           |
| ----------- | ---- | ------------------------------ | ------ | ---------------------------- | ------- | ------------------------------- |
| Individueel | USA  | Elizabeth Johnson              | CAN    | Jennifer Park                | CAN VEN | Caroline Lagrange Karen Mercano |
| Paren       | USA  | Elizabeth Johnson Kelly Kulick | MEX    | Sandra Gongora Miriam Zetter | COL     | Anggie Ramirez Maria Rodriguez  |

## Gewichtheffen
| Onderdeel                   | Goud | Goud              | Zilver | Zilver         | Brons | Brons            |
| --------------------------- | ---- | ----------------- | ------ | -------------- | ----- | ---------------- |
| Bantamgewicht [-56 kg]      | CUB  | Sergio Álvarez    | COL    | Sergio Rada    | MEX   | José Montes      |
| Vedergewicht [-62 kg]       | COL  | Óscar Figueroa    | VEN    | Jesus Lopez    | COL   | Diego Salazar    |
| Lichtgewicht [-69 kg]       | VEN  | Israel Rubio      | VEN    | Junior Sanchez | COL   | Doyler Sanchez   |
| Middengewicht [-77 kg]      | CUB  | Ivan Cambar       | ECU    | Ricardo Flores | USA   | Chad Vaughn      |
| Lichtzwaargewicht [-85 kg]  | CUB  | Yoelmis Hernandez | COL    | Carlos Andica  | USA   | Kendrick Farris  |
| Middenzwaargewicht [-94 kg] | CUB  | Javier Venega     | VEN    | Herbys Marquez | ECU   | Eduardo Gudamud  |
| Zwaargewicht [-105 kg]      | ECU  | Jorge Arroyo      | VEN    | Julio Luna     | USA   | Donald Shankle   |
| Superzwaargewicht [+105 kg] | BRA  | Fernando Reis     | VEN    | Yoel Morales   | CAN   | George Kobaladze |

Vrouwen
| Onderdeel                  | Goud | Goud                | Zilver | Zilver            | Brons | Brons             |
| -------------------------- | ---- | ------------------- | ------ | ----------------- | ----- | ----------------- |
| Vlieggewicht [-48 kg]      | PUR  | Lely Burgos         | VEN    | Betsi Rivas       | COL   | Katherine Mercado |
| Vedergewicht [-53 kg]      | DOM  | Yuderquis Contreras | VEN    | Inmara Henriquez  | MEX   | Francia Peñuñuri  |
| Lichtgewicht [-58 kg]      | ECU  | Maria Escobar       | COL    | Jackelina Heredia | COL   | Lina Rivas        |
| Middengewicht [-63 kg]     | CAN  | Christine Girard    | COL    | Nisida Palomeque  | MEX   | Luz Acosta        |
| Lichtzwaargewicht [-69 kg] | COL  | Mercedes Perez      | MEX    | Cynthia Dominguez | MEX   | Aremi Fuentes     |
| Zwaargewicht [-75 kg]      | COL  | Ubaldina Valoyes    | CHI    | Maria Valdes      | VEN   | Maria Alvarez     |
| Superzwaargewicht [+75 kg] | ECU  | Olivia Nieve        | VEN    | Yaniuska Espinoza | MEX   | Tania Mascorro    |

## Gymnastiek

### Ritmische gymnastiek
| Onderdeel             | Goud | Goud                                                                                 | Zilver | Zilver                                                                                          | Brons | Brons                                                                                           |
| --------------------- | ---- | ------------------------------------------------------------------------------------ | ------ | ----------------------------------------------------------------------------------------------- | ----- | ----------------------------------------------------------------------------------------------- |
| Meerkamp              | USA  | Julie Zetlin                                                                         | MEX    | Cynthia Valdéz                                                                                  | BRA   | Angelica Kvieczynski                                                                            |
| Hoepel                | MEX  | Cynthia Valdéz                                                                       | USA    | Julie Zetlin                                                                                    | BRA   | Angelica Kvieczynski                                                                            |
| Bal                   | USA  | Julie Zetlin                                                                         | MEX    | Cynthia Valdéz                                                                                  | BRA   | Angelica Kvieczynski                                                                            |
| Knotsen               | MEX  | Cynthia Valdéz                                                                       | BRA    | Angelica Kvieczynski                                                                            | CAN   | Mariam Chamilova                                                                                |
| Lint                  | USA  | Julie Zetlin                                                                         | MEX    | Cynthia Valdéz                                                                                  | ARG   | Ana Pini Carrasco                                                                               |
| Groepen               |      |                                                                                      |        |                                                                                                 |       |                                                                                                 |
| Meerkamp              | BRA  | Dayane Amaral Debora Falda Luisa Matsuo Bianca Mendonça Eliane Sampaio Drielly Altoe | CAN    | Katrina Cameron RoseCossar Alexandra Landry Anastasiya Muntyanu Anjelika Reznik Kelsey Titmarsh | CUB   | Maydelis Delgado Zenia Fernandez Lianet Jose Martha Perez Yeney Renovales Legna Savon           |
| 5 ballen              | BRA  | Dayane Amaral Debora Falda Luisa Matsuo Bianca Mendonça Eliane Sampaio Drielly Altoe | USA    | Jessica Bogdanov Megan Frohlich Aimee Gupta Michelle Prozybylo Sofya Roytburg Sydney Sachs      | CAN   | Katrina Cameron RoseCossar Alexandra Landry Anastasiya Muntyanu Anjelika Reznik Kelsey Titmarsh |
| 3 knotsen + 2 hoepels | BRA  | Dayane Amaral Debora Falda Luisa Matsuo Bianca Mendonça Eliane Sampaio Drielly Altoe | CAN    | Katrina Cameron RoseCossar Alexandra Landry Anastasiya Muntyanu Anjelika Reznik Kelsey Titmarsh | USA   | Jessica Bogdanov Megan Frohlich Aimee Gupta Michelle Prozybylo Sofya Roytburg Sydney Sachs      |

### Trampoline
| Onderdeel | Goud | Goud                | Zilver | Zilver         | Brons | Brons               |
| --------- | ---- | ------------------- | ------ | -------------- | ----- | ------------------- |
| Mannen    | CAN  | Keegan Soehn        | BRA    | Rafael Andrade | MEX   | José Alberto Vargas |
| Vrouwen   | CAN  | Rosannagh MacLennan | USA    | Dakota Earnest | USA   | Alaina Williams     |

### Turnen
Mannen
| Onderdeel       | Goud            | Goud                                                                                               | Zilver          | Zilver                                                                             | Brons           | Brons                                                                                      |
| Landenwedstrijd | Landenwedstrijd | Landenwedstrijd                                                                                    | Landenwedstrijd | Landenwedstrijd                                                                    | Landenwedstrijd | Landenwedstrijd                                                                            |
| --------------- | --------------- | -------------------------------------------------------------------------------------------------- | --------------- | ---------------------------------------------------------------------------------- | --------------- | ------------------------------------------------------------------------------------------ |
| Meerkamp        | BRA             | Francisco Barreto Petrix Barbosa Pericles Da Silva Diego Hypolito Arthur Zanetti Sergio Sasaki Jr. | PUR             | Rafael Morales Angel Ramos Tommy Ramos Luis Rivera Alexander Rodriguez Luis Vargas | USA             | Donothan Bailey Christopher Maestas Tyler Mizoguchi Sho Nakamori Paul Ruggeri Brandon Wynn |
| Individueel     |                 | |                 |                                                                                    |                 |                                                                                            |
| Meerkamp        | COL             | Jossimar Calvo                                                                                     | COL             | Jorge Hugo Giraldo                                                                 | CHI             | Tomás González                                                                             |
| Brug            | MEX             | Daniel Correal                                                                                     | COL             | Jorge Hugo Giraldo                                                                 | niet uitgereikt | niet uitgereikt                                                                            |
| Brug            | MEX             | Daniel Correal                                                                                     | PUR             | Luis Vargas                                                                        | niet uitgereikt | niet uitgereikt                                                                            |
| Brug            | MEX             | Daniel Correal                                                                                     | USA             | Paul Ruggeri                                                                       | niet uitgereikt | niet uitgereikt                                                                            |
| Paard (voltige) | MEX             | Daniel Correal                                                                                     | COL             | Jorge Hugo Giraldo                                                                 | COL             | Jorge Pena                                                                                 |
| Rekstok         | USA             | Paul Ruggeri                                                                                       | COL             | Jossimar Calvo                                                                     | PUR             | Angel Ramos                                                                                |
| Ringen          | USA             | Brandon Wynn                                                                                       | BRA             | Arthur Zanetti                                                                     | USA             | Christopher Maestas                                                                        |
| Sprong          | BRA             | Diego Hypólito                                                                                     | CHI             | Tomás González                                                                     | CAN             | Hugh Smith                                                                                 |
| Vloer           | BRA             | Diego Hypólito                                                                                     | CHI             | Tomás González                                                                     | PUR             | Alexander Rodriguez                                                                        |

Vrouwen
| Onderdeel       | Goud            | Goud                                                                                      | Zilver          | Zilver                                                                                                 | Brons           | Brons                                                                           |
| Landenwedstrijd | Landenwedstrijd | Landenwedstrijd                                                                           | Landenwedstrijd | Landenwedstrijd                                                                                        | Landenwedstrijd | Landenwedstrijd                                                                 |
| --------------- | --------------- | ----------------------------------------------------------------------------------------- | --------------- | --- | --------------- | ------------------------------------------------------------------------------- |
| Meerkamp        | USA             | Bridgette Caquatto Jessie DeZiel Brandie Jay Shawn Johnson Grace McLaughlin Bridget Sloan | CAN             | Kristina Vaculik Peng Peng Lee Coralie Leblond-Chartrand Mikaela Gerber Dominique Pegg Talia Chiarelli | MEX             | Elsa Garcia Marisela Cantú Ana Lago Karla Salazar Yessenia Estrada Alexa Moreno |
| Individueel     |                 |                                                                                           |                 | |                 |                                                                                 |
| Meerkamp        | USA             | Bridgette Caquatto                                                                        | GUA             | Ana Sofia Gomez                                                                                        | CAN             | Kristina Vaculik                                                                |
| Balk            | GUA             | Ana Sofia Gomez                                                                           | CAN             | Kristina Vaculik                                                                                       | BRA             | Daniele Hypólito                                                                |
| Brug ongelijk   | USA             | Bridgette Caquatto                                                                        | USA             | Shawn Johnson                                                                                          | MEX             | Elsa Garcia                                                                     |
| Brug ongelijk   | USA             | Bridgette Caquatto                                                                        | USA             | Shawn Johnson                                                                                          | MEX             | Marisela Cantu                                                                  |
| Sprong          | USA             | Brandie Jay                                                                               | MEX             | Elsa Garcia                                                                                            | COL             | Catalina Escobar                                                                |
| Vloer           | MEX             | Ana Lago                                                                                  | CAN             | Mikaela Gerber                                                                                         | BRA             | Daniele Hypólito                                                                |

## Judo
Mannen
| Onderdeel           | Goud | Goud              | Zilver | Zilver            | Brons   | Brons                           |
| ------------------- | ---- | ----------------- | ------ | ----------------- | ------- | ------------------------------- |
| Klasse tot 60 kg    | BRA  | Felipe Kitadai    | MEX    | Nabor Castillo    | PER USA | Juan Postigos Aaron Kunihiro    |
| Klasse tot 66 kg    | BRA  | Leandro Da Cunha  | USA    | Kenneth Hashimoto | CUB VEN | Anyelo Gomez Ricardo Valderrama |
| Klasse tot 73 kg    | BRA  | Bruno Silva       | ARG    | Alejandro Clara   | CAN CUB | Nicholas Tritton Ronald Girones |
| Klasse tot 81 kg    | BRA  | Leandro Guilheiro | PUR    | Gabriel Miranda   | CAN ARG | Antonie Valois Emmanuel Lucenti |
| Klasse tot 90 kg    | BRA  | Tiago Camilo      | CUB    | Asley Gonzalez    | CAN MEX | Alexandre Emond Isao Cardones   |
| Klasse tot 100 kg   | BRA  | Luciano Correa    | CUB    | Oreydis Despaigne | ARG MEX | Cristian Schmidt Sergio Garcia  |
| Klasse boven 100 kg | CUB  | Oscar Brayson     | BRA    | Rafael Silva      | COL MEX | Luis Salazar Ramon Flores       |

Vrouwen
| Onderdeel          | Goud | Goud                | Zilver | Zilver            | Brons   | Brons                             |
| ------------------ | ---- | ------------------- | ------ | ----------------- | ------- | --------------------------------- |
| Klasse tot 48 kg   | ARG  | Paula Pareto        | CUB    | Dayaris Mestre    | USA BRA | Angela Woosley Sarah Menezes      |
| Klasse tot 52 kg   | CUB  | Yanet Bermoy        | BRA    | Erika Miranda     | USA COL | Angelica Delgado Yulieth Sanchez  |
| Klasse tot 57 kg   | CUB  | Yurisleidys Lupetey | BRA    | Rafaela Silva     | CAN USA | Joliane Melançon Hana Carmichael  |
| Klasse tot 63 kg   | CUB  | Yaritza Abel        | MEX    | Karina Acosta     | USA CAN | Christal Ransom Stéfanie Tremblay |
| Klasse tot 70 kg   | CUB  | Onix Cortes         | COL    | Yuri Alvear       | PUR BRA | María Pérez Maria Mazzoleni       |
| Klasse tot 78 kg   | USA  | Kayla Harrison      | CAN    | Catherine Roberge | CUB BRA | Yalennis Castillo Mayra Da Silva  |
| Klasse boven 78 kg | CUB  | Idalys Ortíz        | PUR    | Melissa Mojica    | BRA MEX | Maria Altherman Vanessa Zambotti  |

## Kanovaren
Mannen
| Onderdeel         | Goud              | Goud                                                                      | Zilver            | Zilver                                                                   | Brons             | Brons                                                        |
| Canadese kano (C) | Canadese kano (C) | Canadese kano (C)                                                         | Canadese kano (C) | Canadese kano (C)                                                        | Canadese kano (C) | Canadese kano (C)                                            |
| ----------------- | ----------------- | ------------------------------------------------------------------------- | ----------------- | ------------------------------------------------------------------------ | ----------------- | ------------------------------------------------------------ |
| C-1 200 m         | CAN               | Richard Dalton                                                            | BRA               | Nivalter De Jesus                                                        | CUB               | Roleysi Baez                                                 |
| C-1 1000 m        | MEX               | Everardo Cristóbal                                                        | CUB               | Reydel Ramos                                                             | CHI               | Johnnathan Tafra                                             |
| C-2 1000 m        | CUB               | Karel Aguilar Chacon Serguey Torres                                       | BRA               | Erlon Silva Ronilson de Oliveira                                         | VEN               | Ronny Ratia Anderson Ramos                                   |
| Kayak (K)         |                   |                                                                           |                   |                                                                          |                   |                                                              |
| K-1 200 m         | ECU               | Cesar de Cesare                                                           | ARG               | Miguel Correa                                                            | USA               | Ryan Dolan                                                   |
| K-1 1000 m        | CUB               | Jorge Antonio Garcia                                                      | ARG               | Daniel Dal Bo                                                            | CAN               | Philippe Duchesneau                                          |
| K-2 200 m         | CAN               | Ryan Cochrane Hugues Fournel                                              | ARG               | Miguel Correa Ruben Voizard                                              | BRA               | Givago Ribeiro Gilvan Ribeiro                                |
| K-2 1000 m        | CAN               | Steven Joren Richard Dessureault-Dober                                    | CUB               | Reinier Torres Jorge Antonio Garcia                                      | ARG               | Pablo Martín de Torres Roberto Geringer Sallette             |
| K-4 1000 m        | CUB               | Osvaldo Labrada Jorge Antonio Garcia Reinier Torres Maikel Daniel Zulueta | CAN               | Richard Dessureault-Dober Philippe Duchesneau Steven Jorens Connor Taras | BRA               | Celso Oliveira Roberto Maheler Gilvan Ribeiro Givago Ribeiro |

Vrouwen
| Onderdeel | Goud      | Goud                                                     | Zilver    | Zilver                                                          | Brons     | Brons                                                               |
| Kayak (K) | Kayak (K) | Kayak (K)                                                | Kayak (K) | Kayak (K)                                                       | Kayak (K) | Kayak (K)                                                           |
| --------- | --------- | -------------------------------------------------------- | --------- | --------------------------------------------------------------- | --------- | ------------------------------------------------------------------- |
| K-1 200 m | USA       | Carrie Johnson                                           | CUB       | Darisleydis Amador                                              | ARG       | Sabrina Ameghino                                                    |
| K-1 500 m | USA       | Carrie Johnson                                           | CAN       | Emilie Fournel                                                  | ARG       | Alexandra Keresztesi                                                |
| K-2 500 m | CUB       | Dayexi Gandarela                                         | ARG       | Sabrina Ameghino Alexandra Keresztesi                           | USA       | Margaret Hogan Kaitlyn McElroy                                      |
| K-4 500 m | CAN       | Kathleen Fraser Kristin Gauthier Alexa Irvin Una Lounder | MEX       | Anais Abraham Karina Alanis Alicia Guluarte Maricela Montemayor | CUB       | Darisleydis Amador Yulitza Meneses Dayexi Gandarela Yusmary Mengana |

## Karate
Mannen
| Onderdeel          | Goud | Goud             | Zilver | Zilver          | Brons   | Brons                            |
| ------------------ | ---- | ---------------- | ------ | --------------- | ------- | -------------------------------- |
| Klasse tot 60 kg   | COL  | Andres Rendon    | DOM    | Norberto Sosa   | BRA CHI | Douglas Brose Miguel Soffia      |
| Klasse tot 67 kg   | ECU  | Daniel Viveros   | CUB    | Dennis Novo     | MEX VEN | Daniel Carrillo Jean Peña        |
| Klasse tot 75 kg   | DOM  | Dionicio Gustavo | USA    | Thomas Scott    | CUB CHI | Lester Zamora David Dubó         |
| Klasse tot 84 kg   | VEN  | Cesar Herrera    | DOM    | Jorge Perez     | MEX CAN | Homero Morales Sorin Alexandru   |
| Klasse boven 84 kg | VEN  | Angel Aponte     | MEX    | Alberto Ramirez | BRA CAN | Wellington Barbosa Shaun Dhillon |

Vrouwen
| Onderdeel          | Goud | Goud              | Zilver | Zilver            | Brons   | Brons                            |
| ------------------ | ---- | ----------------- | ------ | ----------------- | ------- | -------------------------------- |
| Klasse tot 50 kg   | DOM  | Ana Villanueva    | CHI    | Gabriela Bruna    | BRA GUA | Jessica Candido Cheili Gonzalez  |
| Klasse tot 55 kg   | USA  | Shannon Nishi     | DOM    | Karina Diaz       | BRA CHI | Valeria Kumizaki Jessy Reyes     |
| Klasse tot 61 kg   | MEX  | Bertha Gutierrez  | PER    | Alexandra Grande  | VEN AHO | Daniela Suarez Marisca Verspaget |
| Klasse tot 68 kg   | BRA  | Lucelia Ribeiro   | MEX    | Yadira Lira       | VEN CUB | Yoly Guillen Yoandra Moreno      |
| Klasse boven 68 kg | GUA  | Maria Castellanos | MEX    | Xunashi Caballero | CAN CHI | Olivia Grant Claudia Vera        |

## Moderne vijfkamp
| Onderdeel | Goud | Goud            | Zilver | Zilver          | Brons | Brons          |
| --------- | ---- | --------------- | ------ | --------------- | ----- | -------------- |
| Mannen    | MEX  | Oscar Soto      | GUA    | Andrei Gheorghe | CHI   | Esteban Bustos |
| Vrouwen   | USA  | Margaux Isaksen | BRA    | Yane Marques    | MEX   | Tamara Vega    |

## Paardensport
| Onderdeel            | Goud | Goud                                                                       | Zilver | Zilver                                                                       | Brons | Brons                                                                         |
| -------------------- | ---- | -------------------------------------------------------------------------- | ------ | ---------------------------------------------------------------------------- | ----- | ----------------------------------------------------------------------------- |
| Dressuur individueel | USA  | Steffen Peters                                                             | USA    | Heather Blitz                                                                | USA   | Marisa Festerling                                                             |
| Dressuur team        | USA  | Heather Blitz Marisa Festerling Cesar Alberto Parra Steffen Peters         | CAN    | Robert Bryng-Morris Thomas Dvorak Tina Irwin Crystal Kroetch                 | COL   | Marco Bernal Maria Ines Garcia Constanza Jaramillo Juan Mauricio Sanchez      |
| Eventing individueel | CAN  | Jessica Phoenix                                                            | USA    | Hannah Burnett                                                               | USA   | Bruce Davidson jr.                                                            |
| Eventing team        | USA  | Lynn Symansky Hannah Burnett Jack Pollard Bruce Davidson Jr Shannon Lilley | CAN    | Selena O'Hanlon Rebecca Howard Jessica Phoenix Hawley Bennett James Atkinson | BRA   | Jesper Martendal Marcelo Tosi Marcio Jorge Ruy Fonseca Filho Serguei Fofanoff |
| Springen individueel | USA  | Christine McCrea                                                           | USA    | Beezie Madden                                                                | BRA   | Bernardo Alves                                                                |
| Springen team        | USA  | Kent Farrington Beezie Madden Christine McCrea McLain Ward                 | BRA    | Álvaro de Miranda Neto Bernardo Alves Karina Johannpeter Rodrigo Pessoa      | MEX   | Antonio Maurer Alberto Michan Enrique González Daniel Michan                  |

## Pelota
Mannen
| Onderdeel                       | Goud | Goud                                              | Zilver | Zilver                                         | Brons | Brons                                              |
| ------------------------------- | ---- | ------------------------------------------------- | ------ | ---------------------------------------------- | ----- | -------------------------------------------------- |
| Paleta rubber paren trinkete    | ARG  | Facundo Andreasen Sergio Villegas                 | URU    | Enzo Cazzola Carlos Buzzo                      | MEX   | Adrian Raya Guillermo Verdeja                      |
| Paleta leer paren trinkete      | ARG  | Cristian Andrés Algarbe Jorge Villegas            | URU    | Pablo Baldizan Gaston Dufau                    | CUB   | Frendy Fernandez Anderson Jardines                 |
| Mano enkel trinkete             | MEX  | Heriberto López                                   | CUB    | Darien Povea                                   | USA   | Roger Etchevers                                    |
| Paleta leer paren 36m fronton   | CUB  | Rafael Fernández Azuan Perez                      | MEX    | Rodrigo Ledesma Francisco Javier Mendiburu     | ARG   | Luciano Callarelli Carlos Dorato                   |
| Mano enkel 36m fronton          | MEX  | Fernando Medina                                   | USA    | Roberto Huarte                                 | CUB   | Henrry Despaigne                                   |
| Mano dubbel 36m fronton         | MEX  | Jorge Alberto Alcantara Orlando Diaz              | USA    | Jose Huarte Tony Huarte                        | CUB   | Dariel Leiva Ruben Moya                            |
| Paleta rubber paren 30m fronton | ARG  | Fernando Gabriel Ergueta Javier Alejandro Nicosia | MEX    | Jesus Homero Hurtado Daniel Salvador Rodriguez | CUB   | Jose Noel Fiffe Jhoan Luis Torreblanca             |
| Frontenis paren 30m fronton     | MEX  | Alberto Miguel Rodriguez Arturo Rodríguez         | CUB    | Daniel Alonso Cesar Rafael Arocha              | ARG   | Jorge Maximiliano Alberdi Alexis Emanuel Clementín |

Vrouwen
| Onderdeel                    | Goud | Goud                                       | Zilver | Zilver                                     | Brons | Brons                                  |
| ---------------------------- | ---- | ------------------------------------------ | ------ | ------------------------------------------ | ----- | -------------------------------------- |
| Paleta rubber paren trinkete | ARG  | María Lis García Verónica Andrea Stele     | URU    | Maria Jimena Miranda Camila Naviliat       | MEX   | Ariana Yolanda Cepeda Rocio Guillen    |
| Frontenis paren 30m fronton  | MEX  | Paulina Castillo Guadalupe Maria Hernandez | CUB    | Lisandra Lima Yasmary De La Caridad Medina | ARG   | Irina Podversich Johanna Stefanía Zair |

## Racquetball
Mannen
| Onderdeel  | Goud | Goud                         | Zilver | Zilver                                            | Brons | Brons                                |
| ---------- | ---- | ---------------------------- | ------ | ------------------------------------------------- | ----- | ------------------------------------ |
| Enkelspel  | USA  | Rocky Carson                 | MEX    | Gilberto Mejia                                    | CAN   | Vincent Gagnon                       |
| Enkelspel  | USA  | Rocky Carson                 | MEX    | Gilberto Mejia                                    | MEX   | Álvaro Beltrán                       |
| Dubbelspel | MEX  | Álvaro Beltrán Javier Moreno | VEN    | Cesar Castro Jorge Hirsekorn                      | CAN   | Timothy Landeryou Kristofer Odegard  |
| Dubbelspel | MEX  | Álvaro Beltrán Javier Moreno | VEN    | Cesar Castro Jorge Hirsekorn                      | USA   | Shane Vanderson Christopher Crowther |
| Team       | MEX  | Álvaro Beltrán Javier Moreno | USA    | Rocky Carson Shane Vanderson Christopher Crowther | VEN   | Cesar Castro Jorge Hirsekorn         |
| Team       | MEX  | Álvaro Beltrán Javier Moreno | USA    | Rocky Carson Shane Vanderson Christopher Crowther | ECU   | Fernando Rios Jose Alvarez           |

Vrouwen
| Onderdeel  | Goud | Goud                          | Zilver | Zilver                    | Brons | Brons                     |
| ---------- | ---- | ----------------------------- | ------ | ------------------------- | ----- | ------------------------- |
| Enkelspel  | MEX  | Paola Longoria                | USA    | Rhonda Rajsich            | USA   | Cheryl Gudinas            |
| Enkelspel  | MEX  | Paola Longoria                | USA    | Rhonda Rajsich            | BOL   | Maria Vargas              |
| Dubbelspel | MEX  | Paola Longoria Samantha Salas | USA    | Rhonda Rajsich Aimee Ruiz | ECU   | María Córdova María Muñoz |
| Dubbelspel | MEX  | Paola Longoria Samantha Salas | USA    | Rhonda Rajsich Aimee Ruiz | CHI   | Angela Grisar Carla Muñoz |
| Team       | MEX  | Paola Longoria Samantha Salas | USA    | Rhonda Rajsich Aimee Ruiz | ECU   | María Córdova María Muñoz |
| Team       | MEX  | Paola Longoria Samantha Salas | USA    | Rhonda Rajsich Aimee Ruiz | BOL   | Cintia Loma Jenny Daza    |

## Roeien
Mannen
| Onderdeel                 | Goud | Goud | Zilver | Zilver | Brons | Brons |
| ------------------------- | ---- | --- | ------ | --- | ----- | --- |
| Skiff (M1x)               | CUB  | Angel Fournier | MEX    | Patrick Loliger | VEN   | Emilio Torres |
| Dubbel twee (M2x)         | ARG  | Cristian Rosso Ariel Suarez | CUB    | Janier Concepcion Yoennis Hernandez | VEN   | Cesar Amaris Jose Guipe |
| Twee zonder (M2-)         | USA  | Michael Gennaro Robert Otto | BRA    | Joao Borges Alexis Mestre | CAN   | Peter McClelland Steven Van Knotsenburg                                                                                               |
| Lichte dubbel twee (LM2x) | MEX  | Alan Armenta Gerardo Sanchez | CUB    | Yunior Perez Eyder Batista | CAN   | Travis King Terence McKall |
| Dubbel vier (M4x)         | ARG  | Alejandro Cucchietti Santiago Fernández Cristian Rosso Ariel Suarez                                                                   | CUB    | Janier Concepción Adrian Oquendo Eduardo Eubio Yoennis Hernández                                                                                | MEX   | Horacio Rangel Edgar Valenzuela Patrick Loliger Santiago Sataella                                                                     |
| Vier zonder (M4-)         | ARG  | Sebastian Fernandez Joaquin Iwan Rodrigo Murillo Agustin Silvestro                                                                    | CAN    | David Wakulich Kai Langerfield Blake Parsons Spencer Crowley                                                                                    | CUB   | Yenser Basilo Dionnis Carrion Jorber Avila Solaris Freire                                                                             |
| Lichte vier zonder (LM4-) | CUB  | Wilber Turro Liosbel Hernandez Liosmel Ramos Manuel Suarez                                                                            | ARG    | Nicolai Fernandez Diego Gallina Carlo Lauro Pablo Mahnic                                                                                        | CHI   | Felipe Leal Fernando Miralles Rodrigo Muñoz Fabian Oyarzun                                                                            |
| Acht (M8+)                | USA  | Jason Read Stephen Kasprzyk Matthew Wheeler Joseph Spencer Michael Gennaro Robert Otto Blaise Didier Marcus Mc Elhenney Derek Johnson | CAN    | Peter McClelland Steven Van Knotsenburg David Wakulich Kai Langerfield Blake Parsons Spencer Crowley Joshua Morris Benjamin De Wit Mark Laidlaw | ARG   | Sebastian Fernandez Joaquin Iwan Rodrigo Murillo Agustin Silvestro Sebastian Claus Diego Lopez Joel Infante Mariano Sosa Ariel Suarez |

Vrouwen
| Onderdeel                 | Goud | Goud                                              | Zilver | Zilver                                              | Brons | Brons                                                        |
| ------------------------- | ---- | ------------------------------------------------- | ------ | --------------------------------------------------- | ----- | ------------------------------------------------------------ |
| Skiff (W1x)               | USA  | Margot Shumway                                    | ARG    | Maria Best                                          | CAN   | Isolda Penney                                                |
| Lichte skiff (LW1x)       | USA  | Jennifer Goldsack                                 | BRA    | Fabiana Beltrame                                    | CUB   | Yaima Velazquez                                              |
| Dubbel twee (W2x)         | ARG  | Maria Abalo Maria Best                            | USA    | Monica George Megan Smith                           | CAN   | Sarah Bonikowsky Sandra Kisil                                |
| Twee zonder (W2-)         | CUB  | Yariulvis Cobas Aimee Hernandez                   | USA    | Megan Walsh Catherine Reddick                       | CAN   | Barbara McCord Audra Vair                                    |
| Lichte dubbel twee (LW2x) | MEX  | Analicia Ramirez Lila Perez Rul                   | CUB    | Yaima Velazquez Yoslaine Dominguez                  | USA   | Michelle Sechser Chelsea Smith                               |
| Dubbel vier (W4x)         | ARG  | Maria Abalo Maria Best Milka Kraljev Maria Rohner | CAN    | Melanie Kok Barbara McCord Audra Vair Isolda Penney | USA   | Megan Walsh Michelle Sechser Catherine Reddick Chelsea Smith |

## Schermen
Mannen
| Onderdeel          | Goud | Goud                                                      | Zilver | Zilver                                                                 | Brons   | Brons                                                             |
| ------------------ | ---- | --------------------------------------------------------- | ------ | ---------------------------------------------------------------------- | ------- | ----------------------------------------------------------------- |
| Floret individueel | USA  | Alexander Massialas                                       | CHI    | Felipe Alvear                                                          | VEN BRA | Antonio Leal Guilherme Toldo                                      |
| Degen individueel  | USA  | Weston Kelsey                                             | VEN    | Rubén Limardo                                                          | VEN CUB | Silvio Fernández Reynier Henriquez                                |
| Sabel individueel  | CAN  | Philippe Beaudry                                          | USA    | Timothy Morehouse                                                      | VEN CAN | Hernan Jansen Joseph Polossifakis                                 |
| Floret ploegen     | USA  | Miles Chamley-Watson Alexander Massialas Gerek Meinhardt  | CAN    | Etienne Turbide Anthony Prymack Nicolas Teisseire Tigran Bajgoric      | BRA     | Fernando Scavasin Heitor Shimbo Guilherme Toldo Renzo Agresta     |
| Degen ploegen      | USA  | Soren Thompson Weston Kelsey Cody Mattern Gerek Meinhardt | VEN    | Silvio Fernandez Francisco Limardo Ruben Limardo Jhon Perez            | CAN     | Tigran Bajgoric Igor Gantsevich Vincent Pelletier Etienne Turbide |
| Sabel ploegen      | USA  | Benjamin Igoe Timothy Morehouse James Williams            | CAN    | Joseph Polossifakis Philippe Beaudry Vincent Couturier Anthony Prymack | BRA     | Renzo Agresta William De Moraes Tywilliam Pacheco Heitor Shimbo   |

Vrouwen
| Onderdeel          | Goud | Goud                                                             | Zilver | Zilver                                                           | Brons   | Brons                                                            |
| ------------------ | ---- | ---------------------------------------------------------------- | ------ | ---------------------------------------------------------------- | ------- | ---------------------------------------------------------------- |
| Floret individueel | USA  | Lee Kiefer                                                       | USA    | Nzingha Prescod                                                  | CAN MEX | Monica Peterson Nataly Michel                                    |
| Degen individueel  | USA  | Kelley Hurley                                                    | USA    | Courtney Hurley                                                  | ARG CUB | Elida Aguero Yamirka Rodriguez                                   |
| Sabel individueel  | USA  | Mariel Zagunis                                                   | VEN    | Alejandra Benitez                                                | PAN CUB | Eileen Grench Yaritza Goulet                                     |
| Floret ploegen     | USA  | Lee Kiefer Nzingha Prescod Doris Willette Ibtihaj Muhammad       | CAN    | Alanna Goldie Monica Peterson Kelleigh Ryan Sandra Sassine       | VEN     | Mariana Gonzalez Johanna Fuenmayor Yulitza Suarez Maria Martinez |
| Degen ploegen      | USA  | Lindsay Campbell Courtney Hurley Kelley Hurley                   | CAN    | Sherraine Schalm Ainsley Switzer Sandra Sassine Daria Jorqera    | MEX     | Alexandra Avena Andrea Millan Alejandra Teran Alely Hernandez    |
| Sabel ploegen      | USA  | Ibtihaj Muhammad Mariel Zagunis Dagmara Wozniak Lindsay Campbell | MEX    | Ursula Gonzalez Angelica Aguilar Angelica Larios Alejandra Teran | VEN     | Alejandra Benitez Yulitza Suarez Maria Blanco Patricia Contreras |

## Schietsport
Mannen
| Onderdeel                                | Goud | Goud             | Zilver | Zilver           | Brons | Brons           |
| ---------------------------------------- | ---- | ---------------- | ------ | ---------------- | ----- | --------------- |
| 10 m luchtpistool                        | USA  | Daryl Szarenszki | TRI    | Roger Daniels    | BRA   | Julio Almeida   |
| 25 m snelvuurpistool                     | USA  | Emil Milev       | CUB    | Juan Perez       | VEN   | Franco di Mauro |
| 50 m pistool                             | GUA  | Sergio Sánchez   | USA    | Daryl Szarenszki | BRA   | Julio Almeida   |
| 50 m kleinkalibergeweer (drie houdingen) | USA  | Jason Parker     | USA    | Matthew Wallace  | BRA   | Bruno Heck      |
| 50 m kleinkalibergeweer (liggend)        | USA  | Michael McPhail  | ARG    | Alex Suligoy     | USA   | Jason Parker    |
| 10 m luchtgeweer                         | USA  | Matthew Rawlings | USA    | Jonathan Hall    | CHI   | Gonzalo Moncada |
| Skeet                                    | USA  | Vincent Hancock  | CUB    | Guillermo Torres | CUB   | Juan Rodríguez  |
| Trap                                     | GUA  | Jean-Pierre Brol | COL    | Danilo Caro      | BRA   | Roberto Schmits |
| Dubbeltrap                               | USA  | Walton Eller     | PUR    | José Torres      | BRA   | Luiz Da Graca   |

Vrouwen
| Onderdeel                                | Goud | Goud            | Zilver | Zilver             | Brons | Brons                |
| ---------------------------------------- | ---- | --------------- | ------ | ------------------ | ----- | -------------------- |
| 10 m luchtpistool                        | CAN  | Dorothy Ludwig  | VEN    | Maribel Pineda     | USA   | Sandra Uptagrafft    |
| 25 m pistool                             | BRA  | Ana Luiz Mello  | USA    | Sandra Uptagrafft  | VEN   | Maribel Pineda       |
| 50 m kleinkalibergeweer (drie houdingen) | CUB  | Dianelys Perez  | CUB    | Eglys De La Cruz   | USA   | Sarah Beard          |
| 10 m luchtgeweer                         | USA  | Emily Carusi    | CUB    | Eglys De La Cruz   | MEX   | Rosa Del Carmen Peña |
| Skeet                                    | USA  | Kimberley Rhode | CHI    | Francisca Crovetto | ARG   | Melisa Gil           |
| Trap                                     | USA  | Miranda Wilder  | CAN    | Lindsay Boddez     | USA   | Kayle Browning       |

## Skaten
Mannen
| Onderdeel                      | Goud | Goud           | Zilver | Zilver             | Brons | Brons            |
| ------------------------------ | ---- | -------------- | ------ | ------------------ | ----- | ---------------- |
| 300m tijdrit                   | COL  | Pedro Causil   | CHI    | Emmanuelle Silva   | ARG   | Juan Cruz Aldi   |
| 1000m                          | COL  | Pedro Causil   | ARG    | Ezequiel Capellano | CHI   | Jorge Reyes      |
| 10 km puntenkoers + afvalkoers | ECU  | Jorge Bolaños  | ARG    | Ezequiel Capellano | CHI   | Jorge Reyes      |
| Vrij skaten                    | BRA  | Marcel Sturmer | ARG    | Daniel Arriola     | COL   | Leonardo Parrado |

Vrouwen
| Onderdeel                      | Goud | Goud            | Zilver | Zilver             | Brons | Brons           |
| ------------------------------ | ---- | --------------- | ------ | ------------------ | ----- | --------------- |
| 300m tijdrit                   | COL  | Yersy Puello    | CHI    | Maria Moya         | MEX   | Veronica Elias  |
| 1000m                          | COL  | Yersy Puello    | VEN    | Sandra Buelvas     | ARG   | Melisa Bonnet   |
| 10 km puntenkoers + afvalkoers | COL  | Kelly Martínez  | ARG    | Melisa Bonnet      | CHI   | Catherine Penan |
| Vrij skaten                    | ARG  | Elizabeth Soler | CHI    | Marisol Villarroel | BRA   | Talitha Haas    |

## Squash
Mannen
| Onderdeel  | Goud | Goud                                     | Zilver | Zilver                                      | Brons | Brons                                                |
| ---------- | ---- | ---------------------------------------- | ------ | ------------------------------------------- | ----- | ---------------------------------------------------- |
| Enkelspel  | COL  | Miguel Rodriguez                         | MEX    | Cesar Salazar                               | CAN   | Shawn Delierre                                       |
| Enkelspel  | COL  | Miguel Rodriguez                         | MEX    | Cesar Salazar                               | MEX   | Arturo Salazar                                       |
| Dubbelspel | MEX  | Arturo Salazar Eric Galvez               | USA    | Christopher Gordon Julian Illingworth       | PAR   | Esteban Casarino Nicolas Caballero                   |
| Dubbelspel | MEX  | Arturo Salazar Eric Galvez               | USA    | Christopher Gordon Julian Illingworth       | ARG   | Herman D'Arcangelo Roberto Pezzota                   |
| Team       | MEX  | Arturo Salazar Eric Galvez Cesar Salazar | CAN    | Shawn Delierre Andrew Schnell Shahier Razik | BRA   | Vinicius De Lima Vinicius Rodrigues Rafael Fernandes |
| Team       | MEX  | Arturo Salazar Eric Galvez Cesar Salazar | CAN    | Shawn Delierre Andrew Schnell Shahier Razik | USA   | Julian Illingworth Christopher Gordon Graham Bassett |

Vrouwen
| Onderdeel  | Goud | Goud                                               | Zilver | Zilver                                    | Brons | Brons                                           |
| ---------- | ---- | -------------------------------------------------- | ------ | ----------------------------------------- | ----- | ----------------------------------------------- |
| Enkelspel  | MEX  | Samantha Teran                                     | CAN    | Samantha Cornett                          | CAN   | Miranda Ranieri                                 |
| Enkelspel  | MEX  | Samantha Teran                                     | CAN    | Samantha Cornett                          | GUY   | Nicolette Fernandes                             |
| Dubbelspel | MEX  | Nayelly Fernandez Samantha Teran                   | COL    | Catalina Pelaez Silvia Angulo             | CAN   | Miranda Ranieri Stephanie Edmison               |
| Dubbelspel | MEX  | Nayelly Fernandez Samantha Teran                   | COL    | Catalina Pelaez Silvia Angulo             | USA   | Olivia Blatchford Maria Ubina                   |
| Team       | CAN  | Miranda Ranieri Samantha Cornett Stephanie Edmison | COL    | Silvia Angulo Catalina Pelaez Anna Porras | MEX   | Nayelly Fernandez Samantha Teran Imelda Salazar |
| Team       | CAN  | Miranda Ranieri Samantha Cornett Stephanie Edmison | COL    | Silvia Angulo Catalina Pelaez Anna Porras | USA   | Olivia Blatchford Maria Ubina Lily Lorentzen    |

## Taekwondo
Mannen
| Onderdeel          | Goud | Goud                 | Zilver | Zilver           | Brons   | Brons                                     |
| ------------------ | ---- | -------------------- | ------ | ---------------- | ------- | ----------------------------------------- |
| Klasse tot 58 kg   | DOM  | Gabriel Mercedes     | MEX    | Damian Villa     | CUB BRA | Frank Diaz Marcio Ferreira                |
| Klasse tot 68 kg   | DOM  | Jhohanny Jean        | CUB    | Angel Mora       | USA CHI | Terrence Jennings Mario Guerra            |
| Klasse tot 80 kg   | ARG  | Sebastián Crismanich | VEN    | Carlos Vazquez   | MEX GUA | Uriel Adriano Stuardo Solorzano           |
| Klasse boven 80 kg | CUB  | Robelis Despaigne    | VEN    | Juan Carlos Diaz | CAN USA | François Coulombe-Fortier Stephen Lambdin |

Vrouwen
| Onderdeel          | Goud | Goud              | Zilver | Zilver               | Brons   | Brons                                 |
| ------------------ | ---- | ----------------- | ------ | -------------------- | ------- | ------------------------------------- |
| Klasse tot 49 kg   | CAN  | Ivett Gonda       | PER    | Lizbeth Diez-Canseco | USA MEX | Deireanne Morales Jannet Alegria      |
| Klasse tot 57 kg   | MEX  | Irma Contreras    | COL    | Doris Patiyo         | USA CHI | Nicole Palma Yeny Contreras           |
| Klasse tot 67 kg   | CAN  | Melissa Pagnotta  | USA    | Paige McPherson      | DOM CUB | Katherine Rodríguez Taimi Castellanos |
| Klasse boven 67 kg | CUB  | Glenhis Hérnandez | PUR    | Nikki Martínez       | MEX USA | Guadelupe Ruiz Lauren Cahoon          |

## Tafeltennis
| Onderdeel     | Goud | Goud                                       | Zilver | Zilver                                       | Brons | Brons                                    |
| ------------- | ---- | ------------------------------------------ | ------ | -------------------------------------------- | ----- | ---------------------------------------- |
| Enkelspel (m) | ARG  | Song Liu                                   | MEX    | Marcos Madrid                                | ECU   | Alberto Mino                             |
| Enkelspel (m) | ARG  | Song Liu                                   | MEX    | Marcos Madrid                                | DOM   | Lin Ju                                   |
| Team (m)      | BRA  | Hugo Hoyama Gustavo Tsuboi Thiago Monterio | ARG    | Pablo Tabachnik Song Liu Gaston Alto         | CUB   | Andy Pereira Jorge Campos Pavel Oxamendi |
| Team (m)      | BRA  | Hugo Hoyama Gustavo Tsuboi Thiago Monterio | ARG    | Pablo Tabachnik Song Liu Gaston Alto         | MEX   | Marcos Madrid Guillermo Munoz Jude Okoh  |
| Enkelspel (v) | CAN  | Mo Zhang                                   | DOM    | Wu Xue                                       | USA   | Lily Zhang                               |
| Enkelspel (v) | CAN  | Mo Zhang                                   | DOM    | Wu Xue                                       | USA   | Ariel Hsing                              |
| Team (v)      | DOM  | Wu Xue Johenny Valdez Eva Brito            | VEN    | Fabiola Ramos Ruaida Ezzeddine Luisana Perez | USA   | Ariel Hsing Lily Zhang Erica Wu          |
| Team (v)      | DOM  | Wu Xue Johenny Valdez Eva Brito            | VEN    | Fabiola Ramos Ruaida Ezzeddine Luisana Perez | COL   | Paula Medina Luisa Zuluaga Johana Araque |

## Tennis
| Onderdeel          | Goud | Goud                                      | Zilver | Zilver                                          | Brons | Brons                                   |
| ------------------ | ---- | ----------------------------------------- | ------ | ----------------------------------------------- | ----- | --------------------------------------- |
| mannenenkelspel    | COL  | Robert Farah Maksoud                      | BRA    | Rogério Dutra da Silva                          | DOM   | Víctor Estrella Burgos                  |
| mannendubbelspel   | COL  | Juan Sebastián Cabal Robert Farah Maksoud | ECU    | Júlio César Campozano Roberto Quiroz            | USA   | Nicholas Monroe Greg Ouelette           |
| gemengd dubbelspel | MEX  | Ana Paula de la Peña Santiago González    | CHI    | Andrea Koch Benvenuto Guillermo Rivera Aránguiz | BRA   | Ana-Clara Duarte Rogério Dutra da Silva |
| vrouwenenkelspel   | USA  | Irina Falconi                             | PUR    | Mónica Puig                                     | USA   | Christina McHale                        |
| vrouwendubbelspel  | ARG  | María Irigoyen Florencia Molinero         | USA    | Irina Falconi Christina McHale                  | COL   | Catalina Castaño Mariana Duque Mariño   |

## Triatlon
| Onderdeel | Goud | Goud            | Zilver | Zilver          | Brons | Brons              |
| --------- | ---- | --------------- | ------ | --------------- | ----- | ------------------ |
| Mannen    | BRA  | Reinald Colucci | USA    | Manuel Huerta   | CAN   | Brent McMahon      |
| Vrouwen   | USA  | Sarah Haskins   | CHI    | Bárbara Riveros | BRA   | Pamella Nascimento |

## Waterskiën
Mannen
| Onderdeel | Goud | Goud                 | Zilver | Zilver           | Brons | Brons           |
| --------- | ---- | -------------------- | ------ | ---------------- | ----- | --------------- |
| Tricks    | ARG  | Javier Julio         | CAN    | Jason McClintock | CHI   | Felipe Miranda  |
| Slalom    | USA  | Jonathan Travers     | CAN    | Jason McClintock | MEX   | Carlos Lamadrid |
| Sprong    | USA  | Frederick Krueger IV | CHI    | Rodrigo Miranda  | CHI   | Felipe Miranda  |
| Allround  | ARG  | Javier Julio         | CHI    | Felipe Miranda   | CHI   | Rodrigo Miranda |
| Wakeboard | USA  | Andrew Adkison       | BRA    | Marcelo Giardi   | ARG   | Alejo de Palma  |

Vrouwen
| Onderdeel | Goud | Goud               | Zilver | Zilver             | Brons | Brons          |
| --------- | ---- | ------------------ | ------ | ------------------ | ----- | -------------- |
| Tricks    | CAN  | Whitney McClintock | COL    | Maria Linares      | USA   | Regina Jaquess |
| Slalom    | USA  | Regina Jaquess     | CAN    | Whitney McClintock | CAN   | Karen Stevens  |
| Sprong    | USA  | Regina Jaquess     | CAN    | Whitney McClintock | CAN   | Karen Stevens  |
| Allround  | USA  | Regina Jaquess     | CAN    | Whitney McClintock | CAN   | Karen Stevens  |

## Wielersport
Mannen
| Onderdeel         | Goud | Goud                                               | Zilver | Zilver                                                         | Brons | Brons                                                           |
| ----------------- | ---- | -------------------------------------------------- | ------ | -------------------------------------------------------------- | ----- | --------------------------------------------------------------- |
| Sprint            | VEN  | Hersony Canelón                                    | COL    | Fabián Puerta                                                  | TRI   | Njisane Phillip                                                 |
| Keirin            | COL  | Fabián Puerta                                      | VEN    | Hersony Canelón                                                | ARG   | Leandro Bottasso                                                |
| Teamsprint        | VEN  | Hersony Canelón Cesar Marcano Angel Pulgar         | USA    | Michael Blatchford Dean Tracy James Watkins                    | COL   | Jonathan Marin Fabián Puerta Christian Tamayo                   |
| Teamachtervolging | COL  | Juan Arango Edwin Ávila Arles Castro Weimar Roldan | CHI    | Antonio Cabrera Gonzalo Miranda Pablo Seisdedos Luis Sepulveda | ARG   | Maximiliano Almada Marcos Crespo Walter Pérez Eduardo Sepulveda |
| Omnium            | COL  | Juan Arango                                        | CHI    | Luis Mansilla                                                  | ARG   | Walter Pérez                                                    |
|                   |      |                                                    |        |                                                                |       |                                                                 |
| Wegwedstrijd      | AHO  | Marc de Maar                                       | VEN    | Miguel Uberto                                                  | CUB   | Arnold Alcolea                                                  |
| Tijdrit           | COL  | Marlon Pérez                                       | ARG    | Matías Médici                                                  | CHI   | Carlos Oyarzún                                                  |
|                   |      |                                                    |        |                                                                |       |                                                                 |
| BMX               | USA  | Connor Fields                                      | USA    | Nicholas Long                                                  | COL   | Andres Jimenez                                                  |
| Mountainbike      | COL  | Hector Paez                                        | CAN    | Max Platon                                                     | USA   | Jeremiah Bishop                                                 |

Vrouwen
| Onderdeel         | Goud | Goud                                         | Zilver | Zilver                                              | Brons | Brons                                         |
| ----------------- | ---- | -------------------------------------------- | ------ | --------------------------------------------------- | ----- | --------------------------------------------- |
| Sprint            | CUB  | Lisandra Guerra                              | VEN    | Daniella Larreal                                    | COL   | Diana Maria Garcia                            |
| Keirin            | VEN  | Daniella Larreal                             | MEX    | Luz Gaxiola                                         | USA   | Dana Feiss                                    |
| Teamsprint        | VEN  | Daniela Larreal Mariestela Vilera            | COL    | Diana Maria Garcia Juliana Gaviria                  | MEX   | Nancy Contreras Luz Gaxiola                   |
| Teamachtervolging | CAN  | Laura Brown Jasmin Glaesser Stephanie Roorda | CUB    | Yumari Gonzalez Dalila Rodriguez Yudelmis Dominguez | COL   | Maria Luisa Calle Serika Guluma Lorena Vargas |
| Omnium            | VEN  | Angie Gonzalez                               | MEX    | Sofia Arreola                                       | CUB   | Marlies Mejias                                |
|                   |      |                                              |        |                                                     |       |                                               |
| Wegwedstrijd      | CUB  | Arlenis Sierra                               | CUB    | Yumari González                                     | CUB   | Yudelmis Domínguez                            |
| Tijdrit           | COL  | María Luisa Calle                            | ESA    | Evelyn García                                       | CAN   | Laura Brown                                   |
|                   |      |                                              |        |                                                     |       |                                               |
| BMX               | COL  | Mariana Pajón                                | USA    | Arielle Martin                                      | ARG   | Maria Gabriela Diaz                           |
| Mountainbike      | USA  | Heather Irmiger                              | MEX    | Laura Morfin                                        | CAN   | Amanda Sin                                    |

## Worstelen
Mannen
| Onderdeel      | Goud           | Goud               | Zilver         | Zilver             | Brons          | Brons                                   |
| Grieks-Romeins | Grieks-Romeins | Grieks-Romeins     | Grieks-Romeins | Grieks-Romeins     | Grieks-Romeins | Grieks-Romeins                          |
| -------------- | -------------- | ------------------ | -------------- | ------------------ | -------------- | --------------------------------------- |
| tot 55 kg      | CUB            | Gustavo Balart     | VEN            | Jorge Cardozo      | COL DOM        | Juan Carlos Lopez Francisco Encarnacion |
| tot 60 kg      | VEN            | Luis Liendo        | USA            | Joseph Betterman   | CUB DOM        | Hanser Menoque Jansel Ramirez           |
| tot 66 kg      | CUB            | Pedro Mullens      | DOM            | Anyelo Mota Brea   | MEX USA        | Ulises Barragan Glenn Garrison          |
| tot 74 kg      | CUB            | Jorgisbell Alvarez | USA            | Benjamin Provisor  | MEX DOM        | Juan Escobar Hansel Martinez            |
| tot 84 kg      | CUB            | Pablo Shorey       | COL            | Cristian Mosquera  | DOM VEN        | José Paredes Yorgen Cova                |
| tot 96 kg      | CUB            | Yunior Estrada     | COL            | Raul Angulo        | VEN ARG        | Erwin Caraballo Yuri Maier              |
| tot 120 kg     | CUB            | Mijian López       | VEN            | Rafael Barreno     | DOM COL        | Ramon Antonio Garcia Victor Asprilla    |
| Vrije stijl    |                |                    |                |                    |                |                                         |
| tot 55 kg      | DOM            | Juan Beltre        | USA            | Obenson Blanc      | CAN ECU        | Steven Takahashi Juan Valverde          |
| tot 60 kg      | PUR            | Franklin Gomez     | MEX            | Guillermo Torres   | CUB ARG        | Yowlys Bonne Fernando Iglesias          |
| tot 66 kg      | CUB            | Livan Lopez        | PUR            | Pedro Soto         | USA ECU        | Teyon Ware Yoan Blanco                  |
| tot 74 kg      | USA            | Jordan Burroughs   | CUB            | Yunierki Blanco    | CAN VEN        | Matt Gentry Ricardo Roberty             |
| tot 84 kg      | USA            | Jacob Herbert      | CUB            | Humberto Arencibia | CAN VEN        | Jeffrey Adamson Jose Diaz               |
| tot 96 kg      | USA            | Jacob Varner       | VEN            | Luis Vivenes       | CAN VEN        | Khetag Pliev Juan Martinez              |
| tot 120 kg     | USA            | Tervel Dlagnev     | CAN            | Sunny Dhinsa       | CUB DOM        | Disney Rodriguez Carlos Feliz Garica    |

Vrouwen
| Onderdeel | Goud | Goud               | Zilver | Zilver           | Brons   | Brons                               |
| --------- | ---- | ------------------ | ------ | ---------------- | ------- | ----------------------------------- |
| tot 48 kg | CAN  | Carol Huynh        | USA    | Clarissa Chun    | ARG COL | Patricia Bermudez Carolina Castillo |
| tot 55 kg | USA  | Helen Maroulis     | CAN    | Tonya Verbeek    | BRA ECU | Joice da Silva Lissette Antes       |
| tot 63 kg | CUB  | Katerina Vidiaux   | USA    | Elena Pirozhkova | ARG COL | Luz Vazquez Sandra Roa              |
| tot 72 kg | CUB  | Lisset Hechevarria | BRA    | Aline Ferreira   | VEN DOM | Jaramit Weffer Elsa Sanchez         |

## Zeilen
Mannen
| Onderdeel   | Goud | Goud            | Zilver | Zilver           | Brons | Brons       |
| ----------- | ---- | --------------- | ------ | ---------------- | ----- | ----------- |
| Plankzeilen | BRA  | Ricardo Santos  | ARG    | Mario Reutemann  | MEX   | David Mier  |
| Laser       | ARG  | Julia Alsogaray | CHI    | Matias Del Solar | GUA   | Juan Maegli |

Vrouwen
| Onderdeel    | Goud | Goud             | Zilver | Zilver       | Brons | Brons        |
| ------------ | ---- | ---------------- | ------ | ------------ | ----- | ------------ |
| Plankzeilen  | BRA  | Patricia Freitas | MEX    | Demita Vega  | USA   | Farrah Hall  |
| Laser radial | ARG  | Cecilia Saroli   | MEX    | Tania Calles | USA   | Paige Railey |

Open
| Onderdeel | Goud | Goud                                                                     | Zilver | Zilver                                                          | Brons | Brons                                           |
| --------- | ---- | ------------------------------------------------------------------------ | ------ | --------------------------------------------------------------- | ----- | ----------------------------------------------- |
| Sunfish   | BRA  | Matheus Dallagnello                                                      | USA    | Paul Foerster                                                   | ARG   | Francisco Renna                                 |
| Snipe     | BRA  | Alexandre do Amaral Gabriel Borges                                       | USA    | Agustin Diaz Kathleen Tocke                                     | URU   | Pablo Defazio Manfredo Finck                    |
| Lightning | CHI  | Alberto González Diego Gonzalez Cristian Herman                          | USA    | Jody Lutz Derek Gauger Jay Lutz                                 | BRA   | Claudio Biekarck Marcelo da Silva Gunnar Ficker |
| Hobie 16  | PUR  | Enrique Figueroa Victor Aponte                                           | BRA    | Bernardo Arndt Bruno Oliveira                                   | GUA   | Jason Hess Jose Hernandez                       |
| J/24      | BRA  | Mauricio Oliveira Alexandre de Silva Guilherme Hamelmann Daniel Santiago | USA    | John Mollicone George Abdullah III Geoffrey Becker Daniel Rabin | CHI   | Matias Seguel Cristobal Grez Marc Jux Juan Lira |

## Zwemsport

### Schoonspringen
Mannen
| Onderdeel            | Goud | Goud                          | Zilver | Zilver                       | Brons | Brons                     |
| -------------------- | ---- | ----------------------------- | ------ | ---------------------------- | ----- | ------------------------- |
| 3 m plank            | MEX  | Yahel Castillo                | MEX    | Julián Sánchez               | BRA   | Cesar Castro              |
| 10 m toren           | MEX  | Iván García                   | MEX    | Rommel Pacheco               | COL   | Sebastián Villa           |
| 3 m plank synchroon  | MEX  | Yahel Castillo Julian Sanchez | USA    | Troy Dumais Kristian Ipsen   | CUB   | Rene Hernandez Jorge Pupo |
| 10 m toren synchroon | MEX  | Iván García Germán Sánchez    | CUB    | Jeinkler Aguirre Jose Guerra | CAN   | Kevin Geyson Eric Sehn    |

Vrouwen
| Onderdeel            | Goud | Goud                         | Zilver | Zilver                           | Brons | Brons                     |
| -------------------- | ---- | ---------------------------- | ------ | -------------------------------- | ----- | ------------------------- |
| 3 m plank            | MEX  | Laura Sánchez                | USA    | Cassidy Krug                     | MEX   | Paola Espinosa            |
| 10 m toren           | MEX  | Paola Espinosa               | MEX    | Tatiana Ortiz                    | CAN   | Meaghan Benfeito          |
| 3 m plank synchroon  | MEX  | Paola Espinosa Laura Sánchez | CAN    | Jennifer Abel Emilie Heymans     | USA   | Kassidy Cook Cassidy Krug |
| 10 m toren synchroon | MEX  | Paola Espinosa Tatiana Ortiz | CAN    | Meaghan Benfeito Roseline Filion | CUB   | Yaima Mena Annia Rivera   |

### Synchroonzwemmen
| Onderdeel | Goud | Goud | Zilver | Zilver | Brons | Brons |
| --------- | ---- | --- | ------ | --- | ----- | --- |
| Duet      | CAN  | Elise Marcotte Marie-Pier Boudreau Gagnon                                                                                        | USA    | Mary Christine Killman Mariya Koroleva                                                                             | BRA   | Lara Teixeira Nayara Figuiera                                                                                        |
| Team      | CAN  | Marie-Pier Boudreau Gagnon Jo-Annie Fortin Chloé Isaac Stéphanie Leclair Tracy Little Élise Marcotte Karine Thomas Valérie Welsh | USA    | Morgan Fuller Megan Hansley Mary Killman Mariya Koroleva Michelle Moore Leah Pinette Lyssa Wallace Alison Williams | BRA   | Giovana Stephan Joseane Costa Lara Teixeira Lorena Molinos Maria Bruno Maria Pereira Nayara Figueira Pamela Nogueira |

### Zwemmen
Mannen
| Onderdeel            | Goud                                                                        | Goud     | Zilver                                                                           | Zilver   | Brons                                                                     | Brons    |
| -------------------- | --------------------------------------------------------------------------- | -------- | -------------------------------------------------------------------------------- | -------- | ------------------------------------------------------------------------- | -------- |
| Vrije slag           |                                                                             |          |                                                                                  |          |                                                                           |          |
| 50 m                 | César Cielo Filho Brazilië                                                  | 21,58    | Bruno Fratus Brazilië                                                            | 22,05    | Hanser García Cuba                                                        | 22,15    |
| 100 m                | César Cielo Filho Brazilië                                                  | 47,84    | Hanser García Cuba                                                               | 48,34    | Shaune Fraser Kaaimaneilanden                                             | 48,64    |
| 200 m                | Brett Fraser Kaaimaneilanden                                                | 1.47,18  | Shaune Fraser Kaaimaneilanden                                                    | 1.48,29  | Benjamin Hockin Paraguay                                                  | 1.48,48  |
| 400 m                | Charlie Houchin Verenigde Staten                                            | 3.50,95  | Matt Patton Verenigde Staten                                                     | 3.51,25  | Cristian Quintero Venezuela                                               | 3.52,51  |
| 1500 m               | Arthur Frayler Verenigde Staten                                             | 15.19,59 | Ryan Feeley Verenigde Staten                                                     | 15.22,19 | Juan Pereyra Argentinië                                                   | 15.26,20 |
| Rugslag              |                                                                             |          |                                                                                  |          |                                                                           |          |
| 100 m                | Thiago Pereira Brazilië                                                     | 54,56    | Eugene Godsoe Verenigde Staten                                                   | 54,61    | Guilherme Guido Brazilië                                                  | 54,81    |
| 200 m                | Thiago Pereira Brazilië                                                     | 1.57,19  | Omar Pinzón Colombia                                                             | 1.58,31  | Ryan Murphy Verenigde Staten                                              | 1.58,50  |
| Schoolslag           |                                                                             |          |                                                                                  |          |                                                                           |          |
| 100 m                | Felipe França Brazilië                                                      | 1.00,34  | Felipe Lima Brazilië                                                             | 1.00,99  | Marcus Titus Verenigde Staten                                             | 1.01,12  |
| 200 m                | Sean Mahoney Verenigde Staten                                               | 2.11,62  | Christopher Burckle Verenigde Staten                                             | 2.12,60  | Thiago Pereira Brazilië                                                   | 2.13,58  |
| Vlinderslag          |                                                                             |          |                                                                                  |          |                                                                           |          |
| 100 m                | Albert Subirats Venezuela                                                   | 52,37    | Eugene Godsoe Verenigde Staten                                                   | 52,67    | Christopher Brady Verenigde Staten                                        | 52,95    |
| 200 m                | Leonardo De Deus Brazilië                                                   | 1.57,92  | Daniel Madwed Verenigde Staten                                                   | 1.58,52  | Kaio de Almeida Brazilië                                                  | 1.58,78  |
| Wisselslag           |                                                                             |          |                                                                                  |          |                                                                           |          |
| 200 m                | Thiago Pereira Brazilië                                                     | 1.58,07  | Conor Dwyer Verenigde Staten                                                     | 1.58,64  | Henrique Rodrigues Brazilië                                               | 2.03,41  |
| 400 m                | Thiago Pereira Brazilië                                                     | 4.16,68  | Conor Dwyer Verenigde Staten                                                     | 4.18,22  | Robert Margalis Verenigde Staten                                          | 4.24,88  |
| Vrije slag estafette |                                                                             |          |                                                                                  |          |                                                                           |          |
| 4×100 m              | Brazilië Bruno Fratus Nicholas Santos César Cielo Filho Nicolas Oliveira    | 3.14,65  | Verenigde Staten William Copeland Christopher Brady Robert Savulich Scot Robison | 3.15,62  | Venezuela Octavio Alesi Crox Acuña Cristian Quintero Albert Subirats      | 3.19,92  |
| 4×200 m              | Verenigde Staten Conor Dwyer Scot Robison Charlie Houchin Matt Patton       | 7.15,07  | Brazilië André Schultz Nicolas Oliveira Leonardo De Deus Thiago Pereira          | 7.21,96  | Venezuela Daniele Tirabassi Cristian Quintero Crox Acuña Marcos Lavado    | 7.23,41  |
| Wisselslagestafette  |                                                                             |          |                                                                                  |          |                                                                           |          |
| 4×100 m              | Brazilië Guilherme Guido Felipe França Gabriel Mangabeira César Cielo Filho | 3.34,58  | Verenigde Staten Eugene Godsoe Marcus Titus Christopher Brady Scot Robison       | 3.37,17  | Argentinië Federico Grabich Lucas Peralta Marcos Barale Lucas Del Piccolo | 3.44,51  |

Vrouwen
| Onderdeel            | Goud                                                                           | Goud    | Zilver                                                                                 | Zilver  | Brons                                                                      | Brons   |
| -------------------- | ------------------------------------------------------------------------------ | ------- | -------------------------------------------------------------------------------------- | ------- | -------------------------------------------------------------------------- | ------- |
| Vrije slag           |                                                                                |         |                                                                                        |         |                                                                            |         |
| 50 m                 | Lara Jackson Verenigde Staten                                                  | 25,09   | Graciele Herrmann Brazilië                                                             | 25,23   | Amanda Kendall Verenigde Staten                                            | 25,24   |
| 100 m                | Amanda Kendall Verenigde Staten                                                | 54,75   | Erika Erndl Verenigde Staten                                                           | 55,04   | Arlene Semeco Venezuela                                                    | 55,43   |
| 200 m                | Catherine Breed Verenigde Staten                                               | 2.00,08 | Chelsea Nauta Verenigde Staten                                                         | 2.00,62 | Andreina Pinto Venezuela                                                   | 2.00,79 |
| 400 m                | Gillian Ryan Verenigde Staten                                                  | 4.11,58 | Andreina Pinto Venezuela                                                               | 4.11,81 | Kristel Köbrich Chili                                                      | 4.13,31 |
| 800 m                | Kristel Köbrich Chili                                                          | 8.34,71 | Ashley Twichell Verenigde Staten                                                       | 8.38,38 | Andreina Pinto Venezuela                                                   | 8.44,55 |
| Rugslag              |                                                                                |         |                                                                                        |         |                                                                            |         |
| 100 m                | Rachel Bootsma Verenigde Staten                                                | 1.00,37 | Elizabeth Pelton Verenigde Staten                                                      | 1.01,12 | Fernanda González Mexico                                                   | 1.02,00 |
| 200 m                | Elizabeth Pelton Verenigde Staten                                              | 2.08,99 | Bonnie Brandon Verenigde Staten                                                        | 2.12,57 | Fernanda González Mexico                                                   | 2.13,56 |
| Schoolslag           |                                                                                |         |                                                                                        |         |                                                                            |         |
| 100 m                | Annie Chandler Verenigde Staten                                                | 1.07,90 | Ashley Wanland Verenigde Staten                                                        | 1.08,55 | Ashley McGregor Canada                                                     | 1.08,96 |
| 200 m                | Ashley McGregor Canada                                                         | 2.28,04 | Haley Spencer Verenigde Staten                                                         | 2.29,30 | Michelle McKeehan Verenigde Staten                                         | 2.30,51 |
| Vlinderslag          |                                                                                |         |                                                                                        |         |                                                                            |         |
| 100 m                | Claire Donahue Verenigde Staten                                                | 58,73   | Daynara de Paula Brazilië                                                              | 59,30   | Elaine Breeden Verenigde Staten                                            | 59,81   |
| 200 m                | Kim Vandenberg Verenigde Staten                                                | 2.10,54 | Lindsay De Paul Verenigde Staten                                                       | 2.12,34 | Rita Medrano Mexico                                                        | 2.12,43 |
| Wisselslag           |                                                                                |         |                                                                                        |         |                                                                            |         |
| 200 m                | Julia Smit Verenigde Staten                                                    | 2.13,73 | Alia Atkinson Jamaica                                                                  | 2.14,75 | Joanna Maranhão Brazilië                                                   | 2.15,08 |
| 400 m                | Julia Smit Verenigde Staten                                                    | 4.46,15 | Joanna Maranhão Brazilië                                                               | 4.46,33 | Allysa Vavra Verenigde Staten                                              | 4.48,05 |
| Vrije slag estafette |                                                                                |         |                                                                                        |         |                                                                            |         |
| 4×100 m              | Verenigde Staten Madison Kennedy Elizabeth Pelton Amanda Kendall Erika Erndl   | 3.40,66 | Brazilië Michelle Lenhardt Tatiana Barbosa Flavia Delaroli-Cazziolato Daynara de Paula | 3.44,62 | Canada Jennifer Beckberger Caroline Lapierre Ashley McGregor Paige Schultz | 3.48,37 |
| 4×200 m              | Verenigde Staten Catherine Breed Elizabeth Pelton Chelsea Nauta Amanda Kendall | 8.01,18 | Brazilië Joanna Maranhão Jessica Cavalheiro Manuella Lyrio Tatiana Barbosa             | 8.09,89 | Mexico Liliana Ibañez Patricia Castañeda Fernanda González Susana Escobar  | 8.12,19 |
| Wisselslagestafette  |                                                                                |         |                                                                                        |         |                                                                            |         |
| 4×100 m              | Verenigde Staten Rachel Bootsma Annie Chandler Claire Donahue Amanda Kendall   | 4.01,00 | Canada Gabrielle Soucisse Ashley McGregor Erin Miller Jennifer Beckberger              | 4.07,04 | Brazilië Fabíola Molina Tatiane Sakemi Daynara de Paula Tatiana Barbosa    | 4.07,12 |

### Openwaterzwemmen
| Onderdeel | Goud | Goud               | Zilver | Zilver          | Brons | Brons              |
| --------- | ---- | ------------------ | ------ | --------------- | ----- | ------------------ |
| Mannen    | CAN  | Richard Weinberger | USA    | Arthur Frayler  | ARG   | Guillermo Bertola  |
| Vrouwen   | ARG  | Cecilia Biagioli   | BRA    | Poliana Okimoto | USA   | Christine Jennings |

## Teamsporten
| Sport         | Goud              | Zilver           | Brons                  |
| ------------- | ----------------- | ---------------- | ---------------------- |
| Basketbal (m) | Puerto Rico       | Mexico           | Verenigde Staten       |
| Basketbal (v) | Puerto Rico       | Mexico           | Brazilië               |
| Handbal (m)   | Argentinië¹       | Brazilië         | Chili                  |
| Handbal (v)   | Brazilië¹         | Argentinië       | Dominicaanse Republiek |
| Hockey (m)    | Argentinië¹       | Canada           | Chili                  |
| Hockey (v)    | Verenigde Staten¹ | Argentinië       | Chili                  |
| Honkbal (m)   | Canada            | Verenigde Staten | Cuba                   |
| Rugby (m)     | Canada            | Argentinië       | Verenigde Staten       |
| Softbal (v)   | Verenigde Staten  | Canada           | Cuba                   |
| Voetbal (m)   | Mexico            | Argentinië       | Uruguay                |
| Voetbal (v)   | Canada            | Brazilië         | Mexico                 |
| Volleybal (m) | Brazilië          | Cuba             | Argentinië             |
| Volleybal (v) | Brazilië          | Cuba             | Verenigde Staten       |
| Waterpolo (m) | Verenigde Staten¹ | Canada           | Brazilië               |
| Waterpolo (v) | Verenigde Staten¹ | Canada           | Brazilië               |

¹Gekwalificeerd voor de Olympische Zomerspelen 2012 in Londen.